# Bundestag (Website)
Bundestag.de ist das Internet-Informationsportal des Deutschen Bundestages. Inhaltliche Schwerpunkte sind die redaktionelle Berichterstattung über Bundestags- und Ausschusssitzungen, Live-Übertragungen des Parlamentsfernsehens, die Dokumentation des Parlamentsbetriebes und Informationen zu den Abgeordneten und zur Arbeit des Bundestages. Die Seite gehört mit über 50.000 Dokumenten zu den umfangreichsten Internetseiten in Europa. Neben der deutschsprachigen, laufend aktualisierten Seite gibt es Basisinformationen in 19 Fremdsprachen sowie eine Version in einfacher Sprache und in Gebärdensprache.

## Geschichte
Der Online-Auftritt des Deutschen Bundestages startete am 15. Januar 1996 unter der Domain www.bundestag.de. Dem Stand der Internetentwicklung entsprechend war das Design der Seite zunächst einfach und textgeprägt. In den Folgejahren wurde sie jedoch sukzessive um neue Funktionen und Angebote erweitert. Ab 1998 wurden u. a. der Bibliothekskatalog, das Web-Fernsehen und die Wochenzeitung Das Parlament eingebunden.
2001 erfolgte die erste größere Überarbeitung, um den Auftritt an die technischen Entwicklungen und die gewachsenen Ansprüche der Nutzer anzupassen. Maßgabe der Entwicklung war es, viel Information und wenig Grafik zu präsentieren. Zudem sollte die Seite barrierefrei nutzbar sein. Am 16. März wurde der neue Internetauftritt des Bundestages der Öffentlichkeit vorgestellt. Im Jahr 2004 erfuhr die Seite eine zweite optische Überarbeitung. Die Grundfarbe war nun blau und die Reichstagskuppel fungierte als tragendes Seitenelement.
Aufgrund wachsender Funktionalitäten nahm die Komplexität der Seite über die Jahre deutlich zu. Die Informationsmenge und der Detailreichtum machten es den Nutzern zunehmend schwer, die gesuchten Dokumente und Informationen möglichst schnell und sicher zu finden. Als Reaktion darauf erfuhr die Seite 2009 eine komplette Überarbeitung. Ein neues Navigationskonzept, eine Neuausrichtung der Inhalte und eine grafische Gestaltung, die dem Corporate Design des Deutschen Bundestages entsprach, wurden bei der Überarbeitung umgesetzt. Die Grundfarben wechselten zu grau, schwarz und weiß, orange diente als Auszeichnungsfarbe. Der Schriftzug „Deutscher Bundestag“ mit dem Symbol des Bundestagsadlers wurde zum tragenden Seitenelement.
Mit dem Start des überarbeiteten Auftritts am 12. August 2009 wurde das redaktionelle Angebot des Internetauftritts erweitert. Die journalistische Berichterstattung über Debatten im Plenum und in den Ausschüssen wurde ausgebaut, das Parlamentsfernsehen prominent auf der Startseite eingebunden. Über die Mediathek konnten Nutzer nunmehr auf das gesamte Video- und Audio-Angebot zugreifen, Videos herunterladen und auf dritten Seiten einbinden. Über Web-Feeds und Newsletter konnten Nutzer aktuelle Informationen direkt abonnieren. Die Überarbeitung des Internetauftritts kostete 300.000 Euro.
Im September 2010 startete der Bundestag eine für Smartphones optimierte mobile Version seines Internetauftritts. Für das iPhone und iPad von Apple wurde ab dem 9. September 2010 eine kostenlose App unter dem Namen „Deutscher Bundestag“ angeboten, die später für das Android-Betriebssystem sowie für Windows-8-Geräte erweitert wurde.
Als Reaktion auf den „Arabischen Frühling“ bietet der Bundestag seit Juni 2011 eine Version der Internetseite in arabischer Sprache an. Ziel der arabischen Seite ist es, ein Informationsangebot über grundsätzliche demokratische und parlamentarische Abläufe zu bieten. Zuvor gab es bereits eine englische und französische Version der Seite.
Zum Beginn der 18. Wahlperiode im September 2013 wurde die Startseite optisch überarbeitet. In einem Rotationsmodul können jetzt bis zu fünf Hauptthemen abwechselnd präsentiert werden. Neben den Live-Übertragungen des Parlamentsfernsehens lassen sich weitere Videos aus der Mediathek unmittelbar aufrufen. Die Seiten-Navigation und die Unterseiten blieben von der Überarbeitung unberührt.
Eine erneute vollständige Überarbeitung des gesamten Auftritts erfolgte am 11. Oktober 2016. Das Portal wurde in ein responsives Design überführt, um die Nutzbarkeit auf mobilen Geräten in vollem Umfang zu gewährleisten. Informationen, die zu einem Thema gehören, wurden auf einer Seite gebündelt, um zum Beispiel Drucksachen, Abstimmungsergebnisse, Beschlüsse, Reden im Plenum und den Sitzungsverlauf direkt ansteuern zu können.
Die Navigation ist über eine an der Seite verbleibende Symbolleiste aus steuerbar. Alle Inhalte wurden aus dem bisherigen Auftritt übernommen und in Ebenen strukturiert, wobei jede Ebene Informationen eines bestimmten Formats anbietet, etwa Videos, Artikel zu Debatten, Petitionen, Veranstaltungshinweise oder Besucherinformationen.
Ausgebaut und vernetzt wurden auch die Informationsangebote über die Mitglieder des Bundestages: Auf den Biografie-Seiten der Abgeordneten werden neben dem Lebenslauf auch ihre Reden im Plenum und ihr Abstimmungsverhalten bei namentlichen Abstimmungen angeboten.
Im September 2019 erweiterte der Bundestag sein fremdsprachiges Internetangebot um 15 Sprachen. Neben den bereits vorhandenen Auftritten in Englisch, Französisch und Arabisch werden nun Basisinformationen zur Arbeit der Abgeordneten, zu den Bundestagswahlen, zur deutschen Gesetzgebung und zum Besuch des Reichstagsgebäudes in folgenden Fremdsprachen angeboten: Bulgarisch, Chinesisch, Dänisch, Griechisch, Italienisch, Kroatisch, Niederländisch, Polnisch, Portugiesisch, Rumänisch, Russisch, Serbisch, Spanisch, Tschechisch und Türkisch. Die Auswahlkriterien lauteten: Nachbarländer Deutschlands, größte Zuwanderer-Gruppen und Weltsprachen. Als weitere Fremdsprache kam im Juni 2022 ein Auftritt in ukrainischer Sprache hinzu.

## Inhalte
Das Informationsportal bietet unter anderem folgende Inhalte:
- Die redaktionelle Berichterstattung über Plenardebatten, öffentliche Ausschusssitzungen, Sonderveranstaltungen und Ausstellungen sowie Interviews.
- Ein tagesaktueller Pressedienst „Heute im Bundestag“ (hib), der über die Beratungen in den Ausschüssen berichtet und einen Überblick über die parlamentarischen Vorlagen (z. B. Gesetzentwürfe, Anträge, Anfragen, Unterrichtungen) liefert.
- Live-Übertragungen aller Sitzungen des Deutschen Bundestages, zahlreicher öffentlicher Sitzungen der Ausschüsse und Enquete-Kommissionen sowie Sonder- und hausinterner Veranstaltungen. Diese stehen später als Video-on-Demand-Angebot mit Untertiteln und zum Teil in Gebärdensprache in der Mediathek zum Abruf bereit.
- Veröffentlichung von Tagesordnungen des Plenums und der Ausschüsse, sowie von Plenarprotokollen, die bereits während der laufenden Sitzung als vorläufige Protokolle eingestellt sind.
- Biografien, Aufgabenbereiche, veröffentlichungspflichtige Angaben, Reden und Abstimmungsergebnisse namentlicher Abstimmungen aller aktuell 736 Abgeordneten des Deutschen Bundestages.
- Pressemitteilungen des Bundestages.
- Das E-Paper der Wochenzeitung „Das Parlament“.
- Online-Einreichung und Mitzeichnung von Petitionen (sog. Online-Petitionen) sowie Diskussionsforen für eingereichte öffentliche Petitionen.
- Eine kostenlose App für iOS- und Android-Betriebssysteme, die Live-Übertragungen von Plenardebatten, Informationen über Abgeordnete und Ausschüsse bietet.
- Informationsseiten zu den Ausschüssen und ihrer Zusammensetzung sowie weiterer Gremien des Bundestages.
- Das Dokumentations- und Informationssystem für Parlamentarische Vorgänge (DIP), in dem auf Drucksachen von Bundestag und Bundesrat sowie Stenografische Berichte zugegriffen werden kann.
- Der Bibliothekskatalog (OPAC) der Parlamentsbibliothek des Deutschen Bundestages.
- Die Bild-, Text- und Parlamentsarchive des Bundestages.
- Ein Audio-Archiv in der Mediathek mit den Sitzungen des Deutschen Bundestages seit 1949.
- Fachinformationen und Analysen des Wissenschaftlichen Dienstes.
- Newsletter und RSS-Dienste.
- Informationen des Besucherdienstes und die Online-Anmeldung für einen Kuppelbesuch oder eine Führung durch das Reichstagsgebäude.

## In Leichter Sprache
Für Menschen mit geistiger Behinderung, Lernbehinderung, Wahrnehmungsstörung und für Menschen mit eingeschränkten Deutschkenntnissen bietet der Bundestag seit 2011 die Internetseite in „Leichter Sprache“ an. Informationen werden dort in großer Schrift und kurzen Sätzen einfach und verständlich dargestellt.

## Bedeutung
Über das Dokumentations- und Informationssystem (DIP) lassen sich sämtliche Drucksachen (u. a. Anträge, Gesetzentwürfe, Protokolle) und deren Beratungsverläufe im parlamentarischen Verfahren seit der 1. Legislaturperiode (ab 1949) abrufen. Die Seite gehörte 2010 zu den ersten europäischen Parlamentsseiten mit einer mobilen Seite und einer kostenlosen App. Als einziges europäisches Parlament bietet der Bundestag ein spezielles Webangebot bereits für Kinder ab 5 Jahren an. 1996, im ersten Jahr des Bestehens, zählte die Seite über 3,5 Millionen Zugriffe. Heute liegen die Zugriffe nach Angaben des Bundestages bei 5 bis 6 Millionen im Monat.